# Dedovshchina

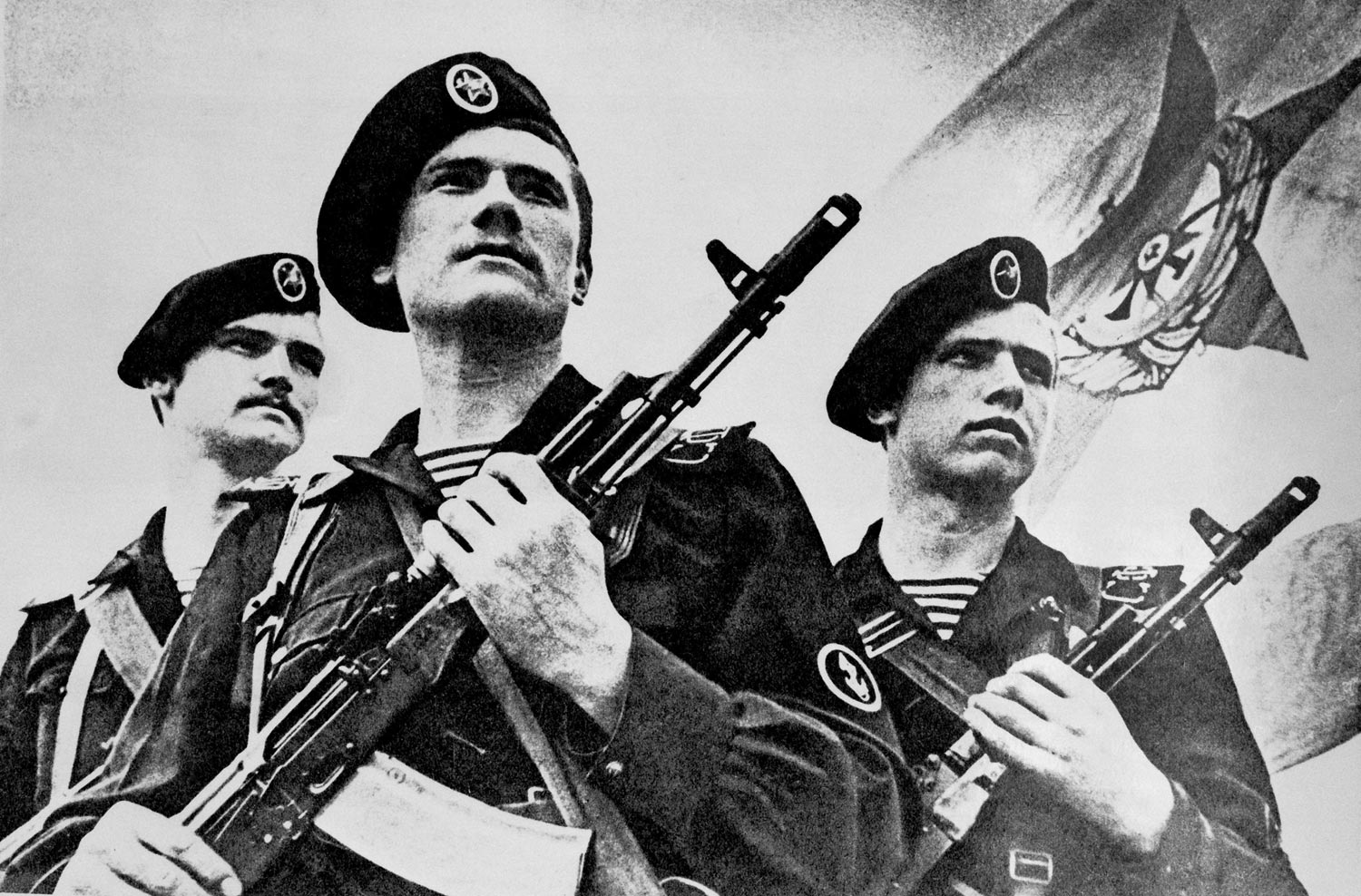
Três soviéticos navais

Dedovshchina (em russo:  дедовщи́на, pronúncia russa: [dʲɪdɐˈfɕːinə]; literalmente "reinado dos avôs") é a constante prática informal de iniciação (trote) e bullying de recrutas durante seu serviço, anteriormente nas Forças Armadas da União Soviética e atualmente nas Forças Armadas da Rússia. É exercido por soldados que cumprem seu último ano de serviço militar obrigatório contra novos recrutas. Dedovshchina é um conjunto de rituais dolorosos e humilhantes, exploração, tortura, intimidação e espancamentos por insubordinação.
Atividades humilhantes são usadas por soldados de patentes mais altas como uma ferramenta de manutenção de autoridade. O abuso físico ou psicológico é aplicado para fazer com que novos recrutas cumpram certas tarefas (que não exigem o uso de armamento). Houve casos na Rússia em que soldados foram gravemente feridos ou até morreram como resultado desse tipo de bullying. Dedovshchina existe em quase todas as unidades militares, o que explica o grande número de vítimas. Atualmente, cerca de 30% de todos os homens russos passam pelo exército e os ministérios militares de alto escalão planejam aumentar esse número.

## Etimologia
O termo é derivado da palavra russa "ded" (em russo:  дед, significado "avô"), , que é a gíria usada no exército russo equivalente a vovô, ou seja, soldados após o terceiro (ou quarto) semestre de serviço obrigatório. Soldados referem-se ao terceiro semestre de conscrição com o sufixo -shchina, que indica um tipo de ordem, regra ou regime. Assim, pode literalmente ser traduzido como "regra dos avós". 

## História
A Rússia ouviu falar pela primeira vez sobre dedovshchina na década de 1970. De acordo com os sobreviventes da Segunda Guerra Mundial, eles nunca presenciaram bullying no Exército Soviético, e ainda é difícil para esses veteranos de guerra acreditar que esse problema exista hoje. No entanto, dedovshchina como um sistema informal de sujeição é prática comum não apenas na Rússia, mas globalmente.
Nas forças armadas soviéticas/russas, a prática ficou conhecida como dedovshchina.Pode ter começado durante a Segunda Guerra Mundial, quando o Exército Vermelho começou a colocar uniformes em prisioneiros, chamando-os de "batalhões penais" e fazendo-os limpar os campos minados andando sobre eles, entre outras coisas. Outros dizem que começou em 12 de outubro de 1967, quando uma nova lei no Exército Soviético decidiu que alguns recrutas cumpririam dois anos de serviço com os que cumpriam três, fazendo com que dois grupos diferentes de conscritos estivessem presentes simultaneamente no exército: aqueles que foram convocados para o serviço de três anos e os que somente para o serviço de dois anos.
Os recrutas mais antigos viam o castigo cruel dos recém-chegados como "vingança" pelo que haviam sofrido. Embora no passado houvesse provavelmente opressão nas forças armadas russas, isso levou a assédio moral e até a tortura direta.

## Situação atual
Muitos jovens são mortos ou cometem suicídio todos os anos por causa do dedovshchina. O The New York Times informou que em 2006 pelo menos 292 soldados russos foram mortos por dedovshchina (embora os militares russos admitam que apenas 16 soldados foram assassinados diretamente por atos do dedovshchina e afirmam que o resto cometeu suicídio). A NYT declara: "Em 4 de agosto, foi anunciado pelo promotor militar chefe que já haviam 3 500 denúncias de abuso neste ano (2006), em comparação com 2 798 em 2005". Enquanto isso, a BBC relata que em 2007, 341 soldados cometeram suicídio, uma redução de 15% em relação ao ano anterior.
A União dos Comitês de Mães de Soldados da Rússia trabalha para proteger os direitos dos jovens soldados.
Em 2012, um recruta da região de Tcheliabinsk, Ruslan Aiderkhanov, foi torturado até a morte por seus superiores. A única testemunha que estava disposta a testemunhar contra os supostos autores, Danil Chalkin, foi encontrada mais tarde morta a tiros em sua base militar. Um soldado contratado, Alikbek Musabekov, foi preso mais tarde neste incidente.

## Ações do governo
De modo geral, o Estado fez pouco para reduzir o dedovshchina. Em 2003, sobre questões específicas de negação de alimentos e má nutrição, o vice-ministro da Defesa Vladmir Isakov negou a existência de tais problemas.
Desde 2005, o Ministério da Defesa publica estatísticas mensais de incidentes e crimes, incluindo casos de morte.
A partir de 2007/08, o tempo de serviço de recrutamento foi reduzido de dois anos para um; Como o dedovshchina ocorre principalmente quando os recrutas do segundo ano abusam dos recrutas do primeiro ano, essa medida se destina parcialmente a reduzir a prática.

## No Brasil
No Brasil o Dedovshchina é chamado de trote do terceirão. Que consiste no bullying contínuo dos alunos militares ou dos alunos das escolas militares em fase de conclusão de curso ou no último ano do curso de formação contra os alunos do primeiro ano. Alguns casos que tiveram resultado morte, se encontram vinculados nos sites de notícias pela internet e nas jurisprudências das respectivas Justiças Militares Estaduais (JME) e Superior Tribunal Militar (STM).